# Torsten Giedeon

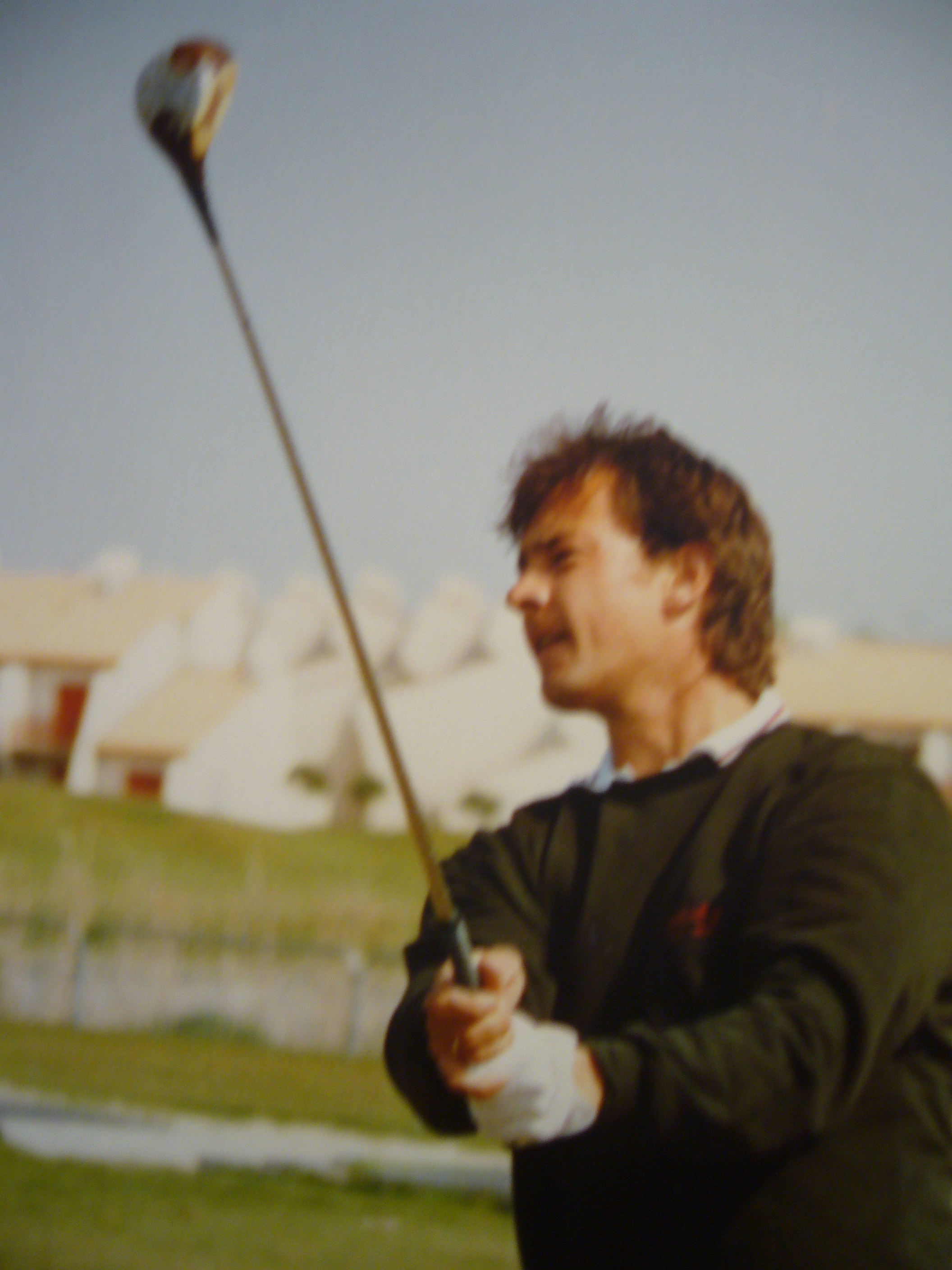
AGF Open, 1990.

Torsten Giedeon (Hamburg, 14 augustus 1957) is een Duitse golfprofessional.
In 1981 werd hij playing professional. Hij begon op de Europese Challenge Tour en werd in 1992 3de bij het Piaget Belgisch Open. Van 1993-1995 speelde Giedeon op de Europese PGA Tour, daarna werd hij teaching pro. 
Sinds 2008 speelt hij weer enkele toernooien op de European Seniors Tour.

## Gewonnen
Nationaal
- PGA Kampioenschap Strokeplay: 4x (o.a. 2012 Senioren PGA)

Challenge Tour
- 1984: Rolex Trophy
- 1994: American Express Trophy

## Teams
Gideon heeft acht maal zijn land vertegenwoordigd in teamwedstrijden. In 1990 wint Gideon de World Cup of Golf met Bernhard Langer in Florida.

## Architect
In Prenden, iets ten Noorden van Berlijn, ligt een 27-holes golfbaan die in 1993 door Giedeon is ontworpen.